# Pascal Dagnan-Bouveret

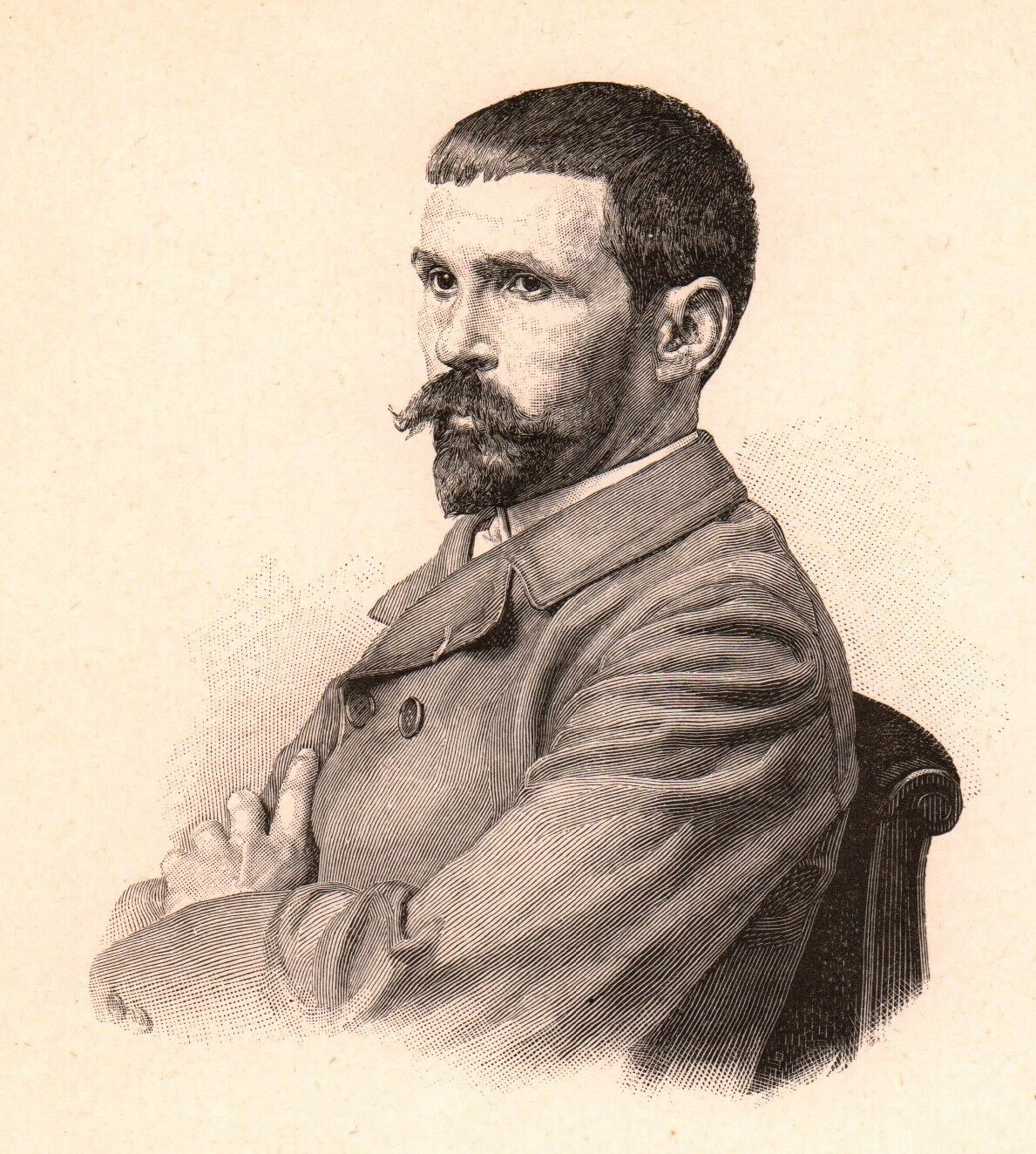
Pascal Dagnan-Bouveret

Pascal-Adolphe-Jean Dagnan-Bouveret (París, 7 de enero de 1852 – † Quincey, 3 de julio de 1929) fue uno de los principales artistas franceses del academicismo.

## Biografía
Nació en París (7 de enero de 1852), era hijo de un sastre, y fue criado por su abuelo cuando su padre emigró a Brasil. Más tarde se añadió el nombre de su abuelo, Bouveret, al suyo.
A partir de 1869 estudió en la Escuela de Bellas Artes, siendo sus profesores Alexandre Cabanel y Jean-Léon Gérôme. En 1873 abrió su propio estudio con un compañero Gustave-Claude-Etienne Courtois. Desde 1875 expuso en el Salón, donde en 1880 ganó la medalla de primera clase por la pintura Un accidente, y una medalla de honor en 1885 por Los caballos en el abrevadero.
Desde la década de 1880, Dagnan-Bouveret junto con Gustave Courtois, mantienen un estudio en Neuilly-sur-Seine, un suburbio de moda de París. En ese momento fue reconocido como un artista modernista de primera línea, conocido tanto por sus escenas de campesinos, como por sus composiciones místico-religiosos. Su pintura a gran escala La última cena fue expuesta en el Salón de Champ de Mars en 1896. También pintó retratos para clientes ricos, como el coleccionista británico George McCulloch. Fue uno de los primeros en utilizar la fotografía, entonces nuevo medio artístico, para dar mayor realismo a sus pinturas.
En 1891 fue nombrado Oficial de la Legión de Honor; y en 1900 se convirtió en miembro del Instituto de Francia. Falleció el 3 de julio de 1929 en Quincey (Alto Saona), en su casa de la calle Chalk.

## Obras en colecciones públicas
- Atalante, 1875, Museo de Bellas Artes de Melun.
- Chevaux à l'abreuvoir,[2] 1885, Museo de Bellas Artes de Chambéry.
- Le Pardon en Bretagne,[3] 1886, Metropolitan Museum of Art, Nueva York.
- Vierge à l'Enfant, Múnich.
- Le Christ et les disciples d'Emmaüs, 1896-1897, Museo de Arte, Carnegie Institute, Pittsburg.
- Le Pain bénit, 1885, Musée d'Orsay, París.
- Bénédiction des jeunes mariés, Museo Pouchkine, Moscú.
- Madame Barbey née Marguerite Marcille, 1881, Museo Georges Garret, Vesoul.
- Le pain bénit à Corre, après 1886, Museo Georges Garret, Vesoul.

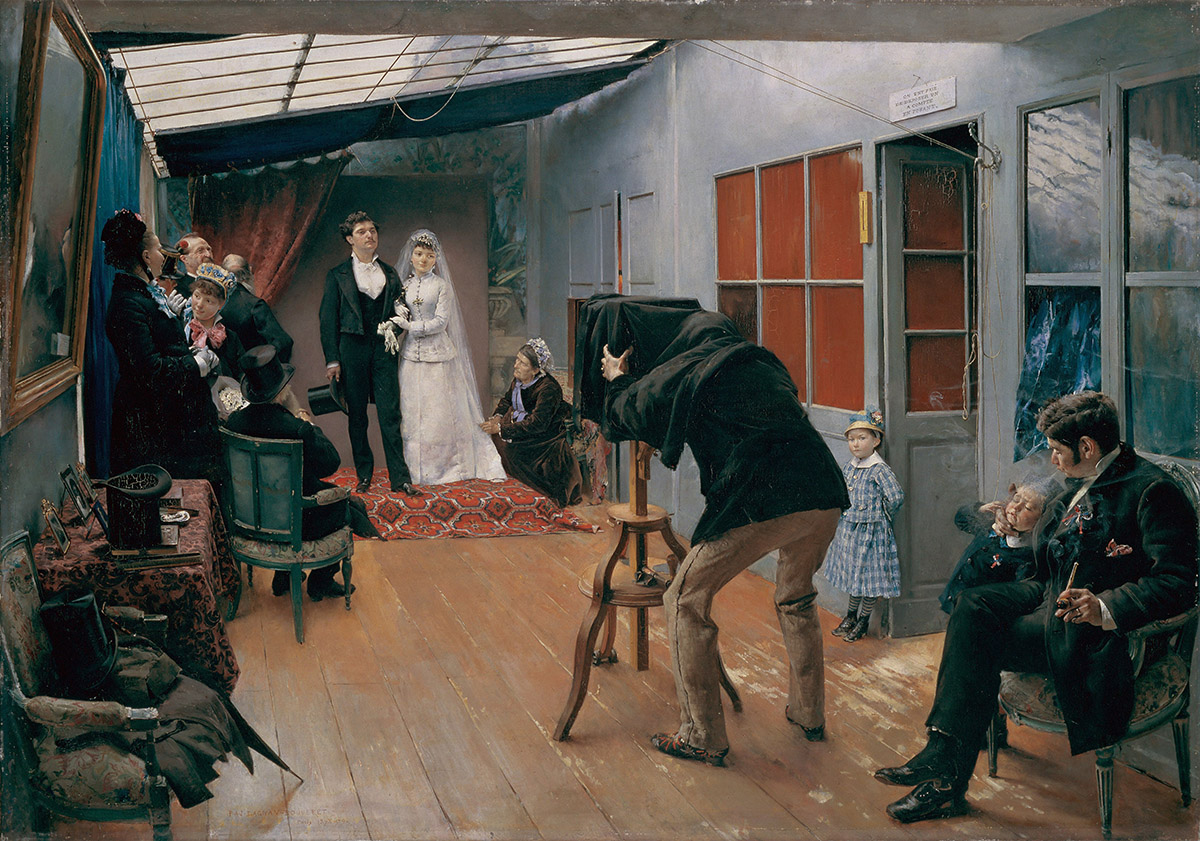
Une noce chez le photographe (1879), Musée des beaux-arts de Lyon
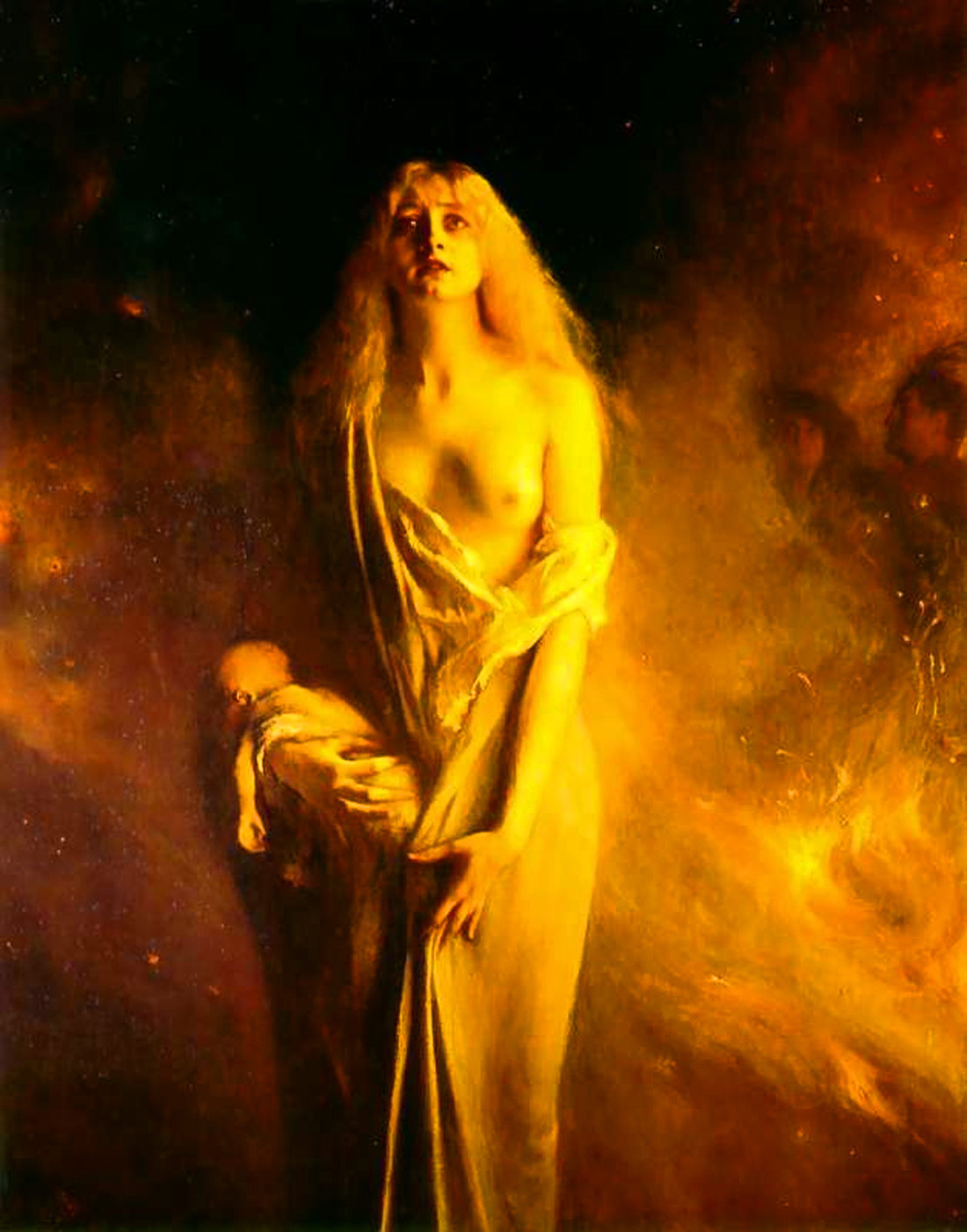
Marguerite au Sabbat (1885), Museo Municipal de Cognac
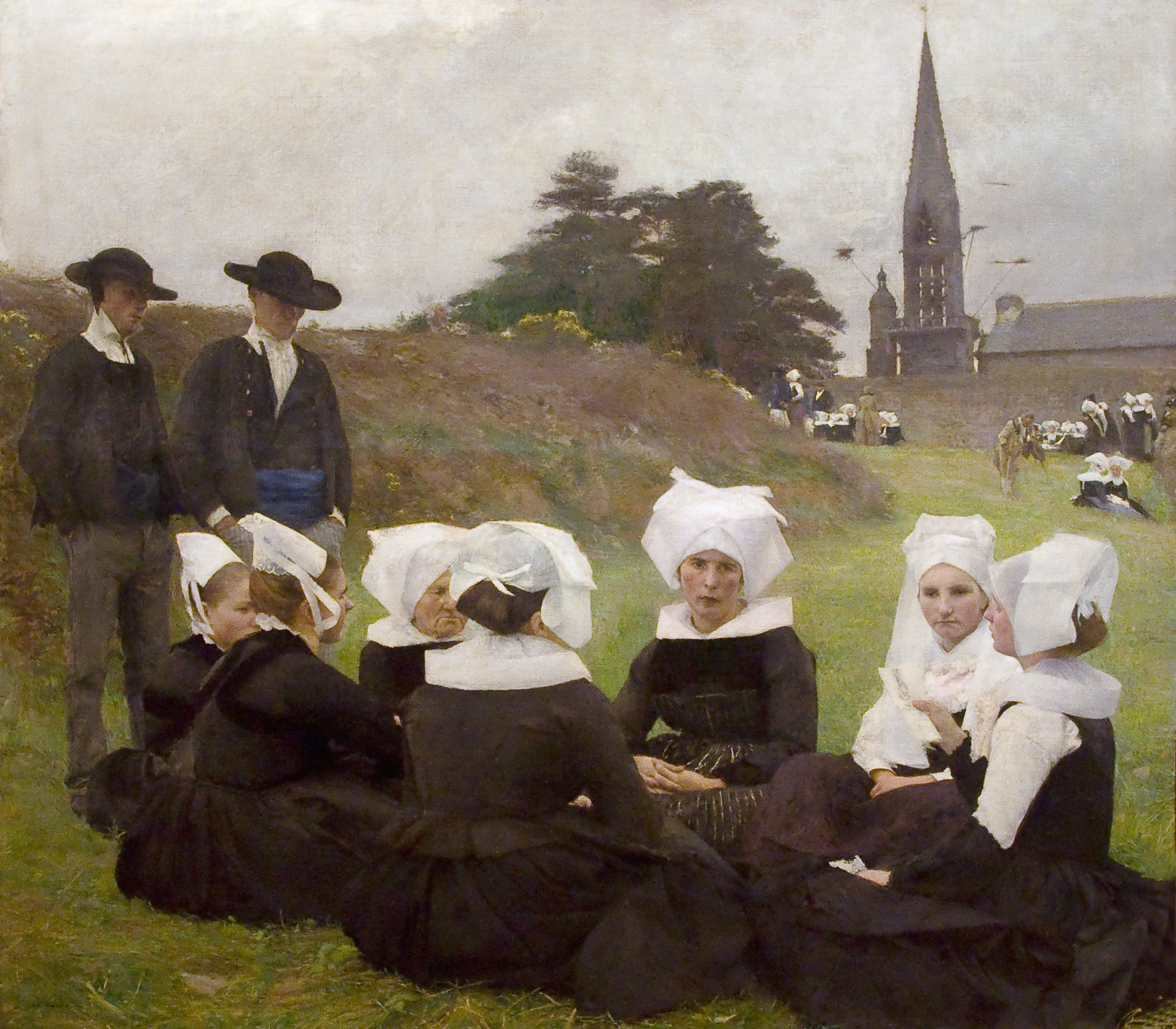
Les Bretonnes au Pardon (1887), Museo Calouste Gulbenkian